# Tàmil

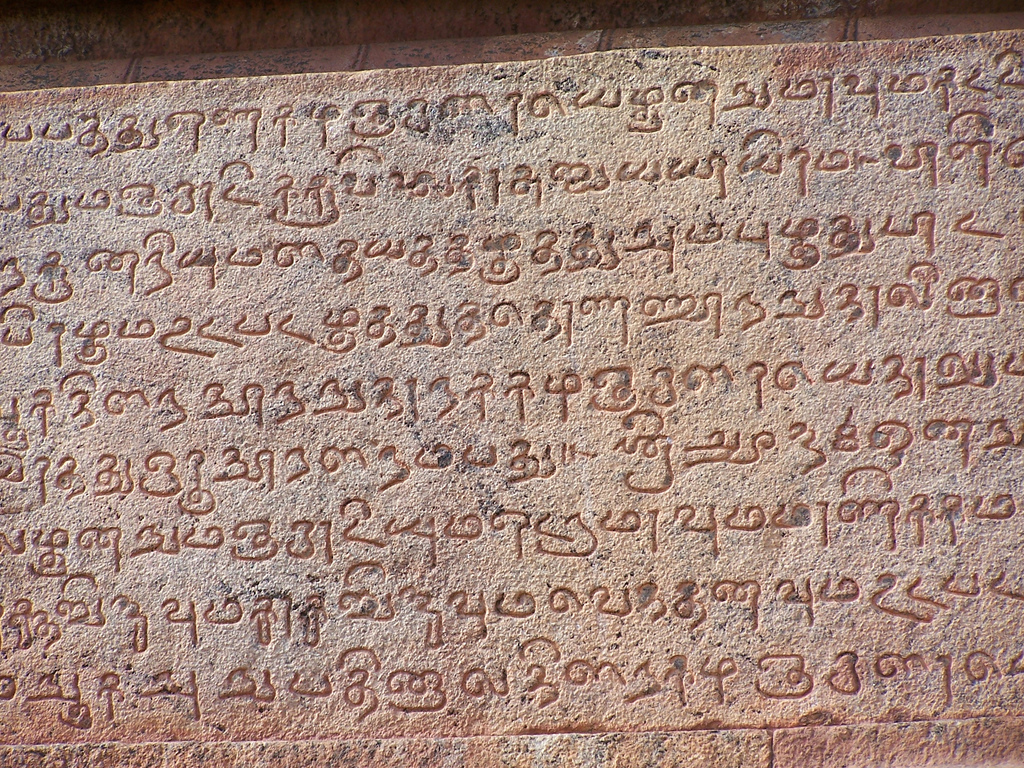
Inscripció de tàmil antic del Temple de Brihadeeswara a Thanjavur

El tàmil o tàmul (தமிழ், /tæmɪɻ/) és una llengua dravídica parlada principalment pel poble tàmil del sud de l'Índia. Actualment compta amb 77 milions parlants, 68 milions dels quals són parlants nadius. És llengua oficial a l'Índia, a Sri Lanka i a Singapur. El tàmil és parlat per minories significatives a Malàisia, a Maurici, a Vietnam, a l'illa de la Reunió, com també en petites comunitats d'emigrants arreu del món. És la llengua administrativa de l'estat indi de Tamil Nadu, i fou la primera llengua declarada "llengua clàssica" pel govern indi l'any 2004.
La literatura tàmil existeix des de fa més de dos mils anys. Els primers documents epigràfics estant datats al voltant del segle iii aC. El primer període literari d'aquesta llengua va des del 300 aC fins al segle i. Més del 55% de les inscripcions epigràfiques trobades - al voltant de 55.000 - pel Servei Arqueològic de l'Índia a l'Índia són en llengua tàmil. Segons una enquesta, l'any 2001 hi havia 1.863 diaris publicats en tàmil, 353 dels quals eren publicats diàriament.

## Classificació
El tàmil pertany a la branca del sud de les llengües dravídiques, una família de vint-i-sis llengües nadiues del subcontinent indi. També forma part d'una família de llengües tàmils que inclou aproximadament les llengües de 35 grups etnicolingüístics com per exemple, els Irula, i les llengües Yerukala.
El parent més proper al tàmil és el Malaiàlam. Fins al novè segle, el Malaiàlam era un dialecte del tàmil, encara que moltes de les diferències entre les dues llengües evidencien una divisió prehistòrica del dialecte occidental; el procés de separació clar entre les dos llengües no es completà fins al segle xiii o XIV.

## Història
Les primeres atestacions epigràfiques del tàmil daten del segle iii aC. La llengua florí a l'Índia amb una literatura rica durant l'era Sangam (300 aC-300). Amb al voltant de 30.000 inscripcions, el tàmil és la llengua amb un nombre més gran d'inscripcions de l'Àsia del sud.
La literatura Sangam en tàmil és la literatura existent més antiga de totes les llengües dravídiques. Els treballs literaris a l'Índia eren preservats en manuscrits de fulla de palma (implicava que s'hagués de copiar i recopiar) o a través de la transmissió oral, que ha fet impossible una datació directa. Tanmateix, registres cronològics externs i les evidències lingüístiques internes indiquen que el treball més antic existent va ser probablement compilat entre el segle ii aC i el segle x.
Els acadèmics del tàmil categoritzen la història de la llengua en tres períodes:
- Tàmil vell (300 aC - 700),
- Tàmil mitjà (700 - 1600)
- Tàmil modern (1600–present).

### Tàmil antic
Les primeres atestacions epigràfiques en tàmil són inscripcions en roca del segle iii aC, escrits en Tàmil-Brahmi, una adaptació de l'escriptura Brahmi. El primer tractat gramatical existent és el Tolkāppiyam que era una obra poètica i gramàtica que descrivia la llengua del període clàssic, que és datat entre el segle iii aC i el V aC.
La literatura Sangam està format per 50.000 versos poètics continguts en 2.381 poemes atribuïts a 473 poetes entre les quals trobem poetesses. Molts d'aquests poemes de l'era Sangam eren acompanyats amb música.
Durant l'època postsangam del tàmil antic, es va compondre el Thirukkural i poemes èpics, entre els quals hi ha Silappatikaram, Manimekalai, Sīvakacintāmani, Valaiyapathi i Kundalakesi. Aquestes últimes cinc obres esmentades són conegudes com les cinc grans èpiques.

### Tàmil mitjà
El període Bhakti és conegut per l'efusió de les cançons de devoció de la música pann, que inclouen més de vuit mil versos del shivaisme i quatre mil recollits al Nalayira Divya Prabandham del vishnuisme. Durant el període medieval aparegué una adaptació popular del Ramayana al tàmil, coneguda com a Kamba Ramayanam (segle xii) i una història de 63 Nayanmars coneguts com a Periyapuranam (segle xiii).
En l'úĺtim període de l'època medieval (entre el segle xiv i el XVI), el tàmil va viure un increment de sanscrització, fins al punt que emergí una llengua mixta coneguda com a maṇippiravāḷam

### Tàmil modern
A principis del segle xx, el Moviment del tàmil pur (taṉit tamiḻ iyakkam) va buscar l'eliminació de tots els manlleus en sànscrit i altres elements forans de la llengua tàmil. Va rebre el suport d'alguns partits dravídics i nacionalistes que donen suport a la independència del poble tàmil. Això ha comportat una substitució molt significativa de manlleus lingüístics del sànscrit per altres equivalents del tàmil. Escriptors que escriuen en tàmil han guanyat dos cops el Premi Jnanpith de l'Índia.

## Distribució geogràfica
El tàmil és la llengua majoritària a Tamil Nadu i a la província del Nord-est de Sri Lanka. També és parlada per petits grups minoritaris d'aquests dos països com a Karnataka, Kerala, Andhra Pradesh i Maharashtra en el cas de l'Índia i, el nord i l'est de Colombo en el cas de Sri Lanka.
Existeixen diverses poblacions de parlants de tàmil descendents d'immigrants de l'era colonial a Malàisia, a Singapur, a Myanmar, a Vietnam, a Sud-àfrica i a Maurici. Algunes persones de Guyana, Fiji, Surinam, i Trinitat i Tobago tenen orígens tàmils, però només un petit nombre d'aquests parlen la llengua. També grups més recents d'immigrants provinents de Sri Lanka i l'Índia que s'han assentat al Canadà (especialment a Toronto), Estats Units, Austràlia, diversos països de l'Orient Pròxim i a la majoria dels països europeus occidentals.

## Estatus legal
El tàmil és una llengua oficial de l'estat indi de Tamil Nadu. És una de les llengües oficials de la unió de territoris de Pondicherry i les Illes Andaman i Nicobar És una de les 23 llengües nacionals reconegudes a la Constitució de l'Índia. El tàmil és també una de les llengües oficials de Sri Lanka i Singapur. A Malàisia, hi ha 543 escoles públiques que imparteixen l'educació primària totalment en llengua tàmil.
A més a més, juntament amb la creació el 2004 d'un estatus legal per a les llengües clàssiques per part govern de l'Índia i d'una campanya política amb el suport de nombroses associacions de Tàmil, el tàmil es va convertir en la primera llengua clàssica reconeguda legalment a l'Índia. El reconeixement va ser anunciat pel llavors president de l'Índia, Dr. Abdul Kalam, en una sessió conjunta de les dues cambres del Parlament Indi, el 6 juny de 2004.

## Sons

### Vocals
|          | Curta   | Curta     | Curta    | Llarga  | Llarga    | Llarga |
| Anterior | Central | Posterior | Anterior | Central | Posterior |        |
| -------- | ------- | --------- | -------- | ------- | --------- | ------ |
| Tancada  | i       |           | u        | iː      |           | uː     |
| Tancada  | இ       |           | உ        | ஈ       |           | ஊ      |
| Mitjana  | e       |           | o        | eː      |           | oː     |
| Mitjana  | எ       |           | ஒ        | ஏ       |           | ஓ      |
| Oberta   |         | a         |          | (ai)    | aː        | (aw)   |
| Oberta   |         | அ         |          | ஐ       | ஆ         | ஒள     |

### Consonants
|                      | Labial | Dental | Alveolar | Retroflexes | Palatal | Velar |
| -------------------- | ------ | ------ | -------- | ----------- | ------- | ----- |
| Oclusiva             | p (b)  | t̪ (d̪)  |          | ʈ (ɖ)       | tʃ (dʒ) | k (g) |
| Oclusiva             | ப      | த      |          | ட           | ச       | க     |
| Nasals               | m      | n̪      | ṉ        | ɳ           | ɲ       | ŋ     |
| Nasals               | ம      | ந      | ன        | ண           | ஞ       | ங     |
| Bategants            |        | ɾ̪      |          |             |         |       |
| Bategants            | ர      |        |          |             |         |       |
| Vibrants             |        |        | r        |             |         |       |
| Vibrants             |        | ற      |          |             |         |       |
| Centrals aproximants | ʋ      |        |          | ɻ           | j       |       |
| Centrals aproximants | வ      |        |          | ழ           | ய       |       |
| Laterals aproximants |        | l̪      |          | ɭ           |         |       |
| Laterals aproximants |        | ல      |          | ள           |         |       |

### Numerals i símbols
| 0 | 1 | 2 | 3 | 4 | 5 | 6 | 7 | 8 | 9 | 10 | 100 | 1000 |
| ௦ | ௧ | ௨ | ௩ | ௪ | ௫ | ௬ | ௭ | ௮ | ௯ | ௰  | ௱   | ௲    |
| - | - | - | - | - | - | - | - | - | - | -- | --- | ---- |

| dia | mes | any | dèbit | crèdit | amunt | rupia | numeral |
| ௳   | ௴   | ௵   | ௶     | ௷      | ௸     | ௹     | ௺       |
| --- | --- | --- | ----- | ------ | ----- | ----- | ------- |

## Vocabulari
El vocabulari tàmil és principalment dravídic. Existeix un sentiment fort de purisme lingüístic en el tàmil modern, que s'oposa a l'ús de manlleus forans. No obstant això, existeix un cert nombre de paraules utilitzades tant en el tàmil clàssic com el modern que són manlleus lingüístics d'altres llengües veïnes, o de llengües amb qui els tàmils han mantingut llaços comercials, com per exemple el mundari (p. ex. tavaḷai "granota" prové del munda tabeg), el malai (p. ex. cavvarici "sago" prové del Malai sāgu), el xinès (p. ex. campān "esquif" prové del xinès san-pan) i el grec (p. ex. ora prové del grec ὥρα). Més recentment, s'han incorporat paraules de l'urdú, persa, àrab i maratí, a causa de la influència d'aquests grups en algun moment de la història, i de les llengües veïnes com el telugu, kanara i singalès. Durant l'era moderna, el tàmil ha incorporat diversos manlleus de llengües europees com el portuguès, francès i anglès.
L'impacte del purisme lingüístic ha estat més important en els manlleus lingüístics del sànscrit.
Al llarg de la història, el Tàmil, juntament amb altres llengües dravídiques com el telugu, kanara, malaiàlam, entre d'altres, han estat influenciats pel sànscrit en qüestions de vocabulari, gramàtica i estils literaris, que reflectí un increment de la sànscrització del país tàmil. El vocabulari tàmil mai ha patit una sànscrització tan forta com les altres llengües dravídiques, i a diferència d'aquelles, era i és possible encara expressar idees complexes en tàmil— tant de ciència, art, religió i llei — sense fer ús de manlleus del sànscrit. A més a més, la sanscrització va ser activament resistida per un nombre d'autors de l'últim període medieval, que culminà en el segle xx en un moviment anomenat taṉit tamiḻ iyakkam (significa "Moviment del tàmil pur"), dirigit per Parithimaar Kalaignar i Maraimalai Adigal, i que intentava eliminar tota la influència acumulada del sànscrit en el tàmil. Com a resultats d'això, el tàmil en documents formals, en col·loquis literaris i en discursos públics ha viscut un descens marcat en l'ús de manlleus en sànscrit en les últimes dècades; segons algunes estimacions hi ha hagut una caiguda des del 40-50% fins al 20% aproximadament en l'actualitat. Com a resultat, els manlleus en pràcrit i en sànscrit utilitzats en el modern tàmil, a diferència d'algunes llengües dravídiques, han quedat restringits principalment en la terminologia espiritual i en substantius abstractes.
En el segle xx, institucions i òrgans educatius, amb el suport del govern, crearen un diccionari tècnic de tàmil que contenia neologismes i paraules derivades del tàmil genuí per substituir els manlleus provinents de l'anglès i d'altres llengües.
Hi ha paraules d'origen tàmil que s'han incorporat en altres llengües. Alguns exemples populars en català són mango (pres del tàmil mankay), catamarà (pres del tàmil katta-maram que significa "troncs lligats"), pària (pres del tàmil pareiyan que significa "tocador de bombo", entre d'altres. També trobem paraules d'origen tàmil en el singalès i en el malai.